# Xian de Shanghe
Le xian de Shanghe (商河县 ; pinyin : Shānghé Xiàn) est un district administratif de la province du Shandong en Chine. Il est placé sous la juridiction de la ville sous-provinciale de Jinan.

## Démographie
La population du district était de 579 928 habitants en 1999.